# 幸運時刻！
《幸運時刻！》（ラッキーチャンス!）是撰寫，QP:FLAPPER繪製插畫的輕小說作品，是作者繼《Infinity Zero》、《犬神！》以來的第三作。此外本作就內文與登場人物的發言看來，世界觀與前作犬神相通。日文版由電擊文庫出版。中文版由東立出版社出版，譯者分別為卓俊宏和朝日。

## 故事簡介
高中生外神雅人自小就擁有超乎常軌的不幸體質，過著非常貧窮的生活。然而本人卻樂觀開朗，靠著靈能力賺取三餐。某天，自稱福神的少女吉兒突然出現在他的面前。雅人以為能夠就此脫離不幸的生活，沒想到吉兒是才剛剛轉職為福神的瘟神，無法順利的使用能力。而後「日本最不幸的少年」雅人與「福神少女」吉兒便過著奇妙的同居生活……

## 登場人物

### 主要人物
外神 雅人
本作主角。就讀霧峰高校（居住在校園內）一年B班。茶色頭髮、外表柔和的少年。個性溫厚開朗，但運氣非常差。從小就不斷遭遇不幸，因而鍛鍊出堅忍不拔的樂觀態度，同時個性耿直、表裡相符，不會讓人覺得很悲慘。因為沒錢吃飯，所以午餐總是向班上同學化緣（接受同學分給他的食物）。在吉兒出現之前，在時二郎的監護下一個人生活。
實際上是日本最強的靈能者「五元術師」，主要靠著接受時二郎的委託在學校除靈賺取生活費。如同稱號日本最強所示，一般來說操縱四、五個靈符（五元硬幣）便相當困難，雅人卻能同時操縱2000個硬幣，具有強大的靈力。小時後T·I測定高達3600，被對強大力量感到恐懼的人們稱為「神狼」。本人因為戰鬥方式而過著貧窮的生活。
喜歡同班同學二之宮良子，卻因為不幸體質和女性一向無緣而沒有注意到她對自己的好感。喜歡巨乳。
吉兒
為了讓雅人幸福而來的福神少女，但因為剛從瘟神轉職過來而經常失敗，同時缺乏常識。外表為12～14歲的少女，被雅人指出沒有胸部的事實後對此有點在意。精神年齡比外表年幼，自己的感情會表現在行為和言語中。同時不具有羞恥心，常常讓雅人感到驚慌失措。雅人認為她有如小貓一般。平常以靈體存在，不具靈力的人無法看見，但也夠實體化。能夠使用福神的能力「兌幣神技」與「幸運招來」，不過表現的不好。
和雅人同居被二之宮良子得知時，因為時二郎的說詞而被當成雅人的妹妹「外神吉兒」。
身為瘟神時沒有人類的感情，但具有當時的記憶，私底下感到相當困擾。
二之宮 良子
雅人的同班同學。班級偶像，超級有錢家的千金。性格溫柔安靜，身高不高但擁有良好身材。
個性純真，對戀愛不熟悉，但自從看到雅人不顧自己的安危救小貓後，對雅人抱持好感，和雅人相處後漸漸受到吸引。擁有靈感而不自覺，能感受到雅人、吉兒、時二郎間的共同氣質（靈的資質）。
單行本第一集中的胸圍98為誤植，作者在網誌中訂正為88。
天草 沙代
出現在雅人面前的少女靈能者。真實身分為內閣官房直屬特命靈搜查官，為史上最年輕的菁英搜查官。與雅人同年。日本屈指可數的靈能名家「天草一族」後裔。使用以靈力將「謊言」加入物理法則的「欺騙世界的推論（Talker Talker）」的能力，並使用錫杖進行棒術攻擊。。T·I值920。
個性強悍高傲、討厭失敗，容易中別人的激將法。討厭謊言，對時二郎這種隱藏內心想法、超然行動的人感到不以為然。小學、中學時整天都在修行，並以此為藉口翹掉健康教育，十分缺乏性知識，對這種話題沒有抵抗力。
奉直屬上司命令來調查從強大的瘟神轉職為福神的吉兒而來到她附近。對被稱為日本最強的雅人感到不滿，在經過各種曲折後與其決鬥，敗在他的「全力」之下。
托托
無口美少女，是薩蒙·時二郎簽訂契約所招喚的使魔，冰與雪的圓舞曲，能夠自在操縱寒冷與風雪的魔神。實力與雅人相當，但在寒冷的冬天來臨時雅人也自認為不是她的對手。
此外，喜歡雅人因而對吉兒抱有強烈的競爭意識。經常鑽入雅人的懷中討抱抱，令吉兒醋勁大發。

### 霧峰高中
薩蒙·時二郎
雅人就讀的霧峰高中校長。外表為纖瘦的美男子，實際上是人妖。擔任雅人日常生活的監護人，在居住等方面給予協助。常以超然的態度守護的雅人和吉兒，卻時常嘲笑雅人，或抓住雅人的弱點後要求將難題推給他，因此雅人對他十分警戒。號稱是友善的朋友，實際上似乎覬覦著雅人的貞操。
和雅人同樣是靈能者，常委託雅人驅逐受到地脈影響產生的雜靈。自稱T·I值在750左右。和外表相反的十分敏銳，想到將吉兒以雅人的身分融入社會的方式，同時從一開始就注意到天草沙代來訪，並誘導她的行動。
山口 亮亞
雅人班級的男性班長。賢剛寺的兒子，在學校被稱為和尚。會講述佛門道理，擅長照顧人。是個色情求道者，在男學生當中具有絕大人氣，卻不受女性歡迎。十張榻榻米大小的房間化身為究極的色情資料室，特別是寫真集和AV等資料還依照女演員仔細分類。把蒐集物被稱作「極樂收藏」，是個堂堂正正的變態。別名「花和尚」。
桐島 藤治
雅人的同班同學，從國中開始就是朋友。特徵是淺黑色肌膚。學校主要和亮亞、雅人一同行動。性格血氣方剛，會替朋友著想。和個性相反的亮亞是經由雅人而認識。興趣是接近女孩子，但異性緣非常差。
佐野 夏美
雅人的同班同學，女性班長。認真大姊頭性格。身高148公分，雖然身材矮小卻具有很強的領導氣質與存在感，會照顧人，受到班上男女愛戴。和二之宮良子感情很好，經常幫助她。
今上 小百合
霧峰高校教師，雅人班級的班導師。負責理科教學，在出色身材上總是穿著白衣。
言行男性化，擅長運動（100公尺11秒），被稱為霧峰高中的「母老虎」。
津向徹也
戶川菊子
自稱桐島 藤治的女朋友。

### 其他
二之宮 速彥
二之宮良子的哥哥。平常是言行端莊的紳士、工作能力優秀的企業人才，但因為有重度的戀妹情結，遇到與良子有關的事情變會判若兩人。對妹妹的溺愛已經達到會隨身攜帶妹妹的照片、還把照片印到高級西裝與襯衫底下。
能夠看穿人的本質，雖然因為忌妒雅人而對他有敵意，卻依然承認他的誠實。討厭惡意中傷，是個具有正義感的人物。
羽切 千夜
率領"開天闢地"醫院的人。

## 用語
五元術師
使用五元硬幣當作靈符的靈能者、或指此種能力。相當高等的技能，十分符合日本最強這個稱號。
使用經過各式各樣的人觸摸而附著在上面的「緣」增幅靈力，而非直接使用硬幣、因此能使出比只使用自己靈力的方式更強大的技能。這就是會被稱為日本最強的理由。
作為代償，不管使用什麼能力都要花錢。使用後硬幣會消失無蹤，越使用金錢方面的傷害就越大。
兌幣神技
吉兒的能力之一。能把鈔票兌換成硬幣。在兌換過程中金錢會不知不覺增加，比例為0.0005。為了得到5元須要10000元的資本，對貧窮的雅人而言毫無用武之地。
幸運招來
吉兒的另一種能力。靠著「幸運關鍵字」帶給對象最大幅度的福氣。幸運關鍵字必須從福神與對象之間的關係尋找線索，使用錯誤的幸運關鍵字會由於因果律暴走，得到一瞬間的福氣後會變得更加不幸。吉兒的幸運關鍵字是「雅人，我喜歡你」。
T·I值
靈力測量單位。由於世界觀和前作犬神共通，應為醬菜石（漬物石（つけもの いし））的略稱。此外，雅人的數值3600和前作的陽子同一個等級（附帶一提，時二郎自稱的數值比假名史郎還高）。
欺騙世界的推論（Talker Talker）
天草沙代的能力。使用靈力將「謊言」混入物理法則，自由操控冰、火攻擊，亦能影響對象的精神使其吐實。發動的時候台詞上方的假名位置會是與台詞相反的內容，並以此內容顯現效果。

## 出版書籍

### 輕小說
| 集數 | MediaWorks     | MediaWorks             | 東立出版社     | 東立出版社             | 備註       |
| 集數 | 初版發售日期   | ISBN                   | 初版發售日期   | ISBN                   | 備註       |
| ---- | -------------- | ---------------------- | -------------- | ---------------------- | ---------- |
| 1    | 2007年12月25日 | ISBN 978-4-8402-4123-6 | 2010年5月6日   | ISBN 978-986-10-5373-8 | 卓俊宏翻譯 |
| 2    | 2008年2月25日  | ISBN 978-4-8402-4170-0 | 2010年8月5日   | ISBN 978-986-10-6101-6 | 卓俊宏翻譯 |
| 3    | 2008年5月10日  | ISBN 978-4-04-867057-9 | 2010年11月11日 | ISBN 978-986-10-6530-4 | 卓俊宏翻譯 |
| 4    | 2008年10月10日 | ISBN 978-4-04-867269-6 | 2011年2月17日  | ISBN 978-986-10-7194-7 | 朝日翻譯   |
| 5    | 2009年6月10日  | ISBN 978-4-04-867849-0 | 2011年7月7日   | ISBN 978-986-10-8055-0 | 朝日翻譯   |
| 6    | 2009年12月10日 | ISBN 978-4-04-868199-5 | 2011年10月13日 | ISBN 978-986-10-8695-8 | 林佑純翻譯 |
| 7    | 2010年7月10日  | ISBN 978-4-04-868648-8 | 2012年1月12日  | ISBN 978-986-10-9246-1 | 曾鳳儀翻譯 |
| 8    | 2010年12月10日 | ISBN 978-4-04-870134-1 | 2012年5月3日   | ISBN 978-986-10-9931-6 | 曾鳳儀翻譯 |
| 9    | 2011年7月10日  | ISBN 978-4-04-870595-0 | 2012年9月13日  | ISBN 978-986-317-838-5 | 曾鳳儀翻譯 |
| 10   | 2011年10月10日 | ISBN 978-4-04-870959-0 | 2013年1月3日   | ISBN 978-986-324-463-9 | 曾鳳儀翻譯 |